# Lisbeth Borger-Bendegard
Astrid Elisabeth (Lisbeth) Borger-Bendegard, född 28 april 1942, död 4 februari 2024 i Maria Magdalena distrikt i Stockholm, var en svensk redaktör och journalist.

## Biografi
Borger-Bendegard föddes i Stockholm 1942. Hon var dotter till översättaren Astrid Borger och hennes make säkerhetsingenjören Gösta Borger.
År 1966 tog Borger-Bendegard examen från Journalistinstitutet i Stockholm. Från 1962 var hon anställd vid Gotlands Allehanda och 1964 vid Sveriges radio. Åren 1968–1973 var hon anställd som journalist vid Femina. Mellan 1974 och 1975 var hon chefredaktör på Hennes. Åren 1975–1976 var hon åter vid Femina, för att från 1978 vara verksam vid Svenska Dagbladet, där hon från 1980 var hon tidningens reseredaktör och senare bevakade mode från London och Paris. Efter pensionen från SvD även för Dagens Nyheter.
År 1974 skrev hon tillsammans med sin mor Astrid Borger en bok om Paris, Paris ABC. Hon skrev verket Öppet brev om kvinnor och sprit 1975. År 1993 utkom Kära Gotland, en personlig kärleksförklaring, på Svenska Dagbladet förlag.
Borger-Bendegard var från 1964 gift en tid med juristen Ulf Bendegard. Hon är gravsatt på Nya kyrkogården i Grödinge.